# Designated Survivor
Designated Survivor (ou Survivant désigné au Québec) est une série télévisée américaine en 53 épisodes de 42 minutes créée par David Guggenheim, et diffusée entre le 21 septembre 2016 et le 16 mai 2018 sur le réseau ABC et en simultané sur le réseau CTV au Canada pour les deux premières saisons, puis à partir du 7 juin 2019 sur le service Netflix dans ces deux pays[Lesquels ?]
.
En Belgique, la série est diffusée depuis octobre 2016 sur Netflix, en Suisse et en France, depuis le 6 novembre 2016 sur le même service puis en 2019 à la télévision sur C8. Au Québec, elle est diffusée entre le 31 janvier 2017 et le 5 juillet 2018 sur le service Club Illico puis en clair à partir du 28 septembre 2017 sur le réseau TVA pour les deux premières saisons puis à partir de 2018 sur le service Netflix. Le 24 juillet 2019, Netflix annonce l'arrêt de la série.

## Synopsis
Au cours du discours sur l'état de l'Union, un attentat frappe le Capitole. Le président des États-Unis et le vice-président périssent avec l'ensemble du cabinet, ainsi que la totalité des membres du Congrès, à l'exception du secrétaire au Logement et au Développement urbain, Tom Kirkman, choisi comme étant le « survivant désigné » (designated survivor). Il est alors investi président des États-Unis.
L'histoire semble être une interprétation libre du roman de Tom Clancy, Sur ordre (Albin Michel, 1997), ou tout du moins une relecture à grande échelle d'un « survivant désigné » devenant président des États-Unis dans de telles circonstances.

## Distribution

### Acteurs principaux
- Kiefer Sutherland (VF : Patrick Béthune, 1re voix, saisons 1 et 2[11],[Note 1],[Note 2] puis Loïc Houdré 2e voix[11], saisons 2 et 3) : le président des États-Unis Thomas Adam « Tom » Kirkman
- Natascha McElhone (VF : Danièle Douet) : la première dame des États-Unis Alexandra C. Kirkman (saisons 1 et 2)
- Maggie Q (VF : Yumi Fujimori) : agent spécial du FBI Hannah Wells
- Adan Canto (VF : Stéphane Fourreau) : Aaron Shore, chef de cabinet de la Maison-Blanche puis conseiller à la sécurité nationale
- Italia Ricci (VF : Stéphanie Hédin) : Emily Rhodes, conseillère spéciale du président puis chef de cabinet de la Maison-Blanche
- LaMonica Garrett (VF : Jean-Baptiste Anoumon) : agent du Secret Service Mike Ritter et garde du corps personnel de Tom Kirkman (saison 1 et 2)
- Tanner Buchanan (VF : Gabriel Bismuth-Bienaimé) : Leo Kirkman, fils de Tom et Alex Kirkman (principal saison 1, récurrent saison 2)
- Kal Penn (VF : Serge Faliu) : Seth Wright, le porte-parole de la Maison-Blanche
- Paulo Costanzo (VF : Thomas Roditi) : Lyor Boone, directeur de la communication de la Maison-Blanche (saison 2)
- Zoe McLellan (VF : Léovanie Raud) : Kendra Daynes, conseillère juridique de la Maison-Blanche (saison 2)
- Ben Lawson (VF : Jean-Baptiste Marcenac) : Damian Rennett, agent britannique du MI-6 (saison 2)
- Julie White (VF : Catherine Davenier) : Lorraine Zimmer, Directrice de Campagne de Kirkman (saison 3)

### Membres du groupe terroriste
- Terry Serpico (VF : Bruno Dubernat) : Patrick Lloyd, militaire et chef du groupe terroriste responsable de l’attaque du Capitole (récurrent saison 1, invité saison 2)
- Ashley Zukerman (VF : Yann Guillemot) : Peter MacLeish, député survivant de l'attentat, puis vice-président des États-Unis (ainsi que président par intérim) et un des responsables de l'attaque du Capitole (saison 1)
- George Tchortov : Nestor « Catalan » Lozano, ancien soldat de l'armée américaine ayant fait partie de la même unité que MacLeish et un des responsables de l'attentat du Capitole (saison 1)
- Lara Jean Chorostecki (VF : Sandra Valentin) : Beth MacLeish, épouse de Peter MacLeish et Deuxième dame des États-Unis et une des responsables de l'attentat du Capitole (saison 1)
- Richard Waugh (en) (VF : Gérard Sergue) : Jay Whitaker, un des responsables de l’attaque du Capitole et conseiller à la sécurité intérieure (en) (saison 1)
- Mariana Klaveno (VF : Laëtitia Lefebvre) : Brooke Mathison, une des responsables de l'attentat du Capitole (saison 1)

### Acteurs récurrents
Introduits en saison 1
- Mckenna Grace (VF : Kaycie Chase) : Penny Kirkman, fille de Tom et Alex Kirkman
- Reed Diamond (VF : Pierre Laurent) : John Forstell, ancien directeur adjoint du FBI au Bureau des Affaires Internes puis directeur du FBI
- Jake Epstein (VF : François Santucci) : Chuck Russink, technicien du FBI
- Geoff Pierson (VF : Frédéric Cerdal) : Cornelius Moss, ancien président des États-Unis devenu Secrétaire d'État
- Mykelti Williamson (VF : Paul Borne) : l'amiral Chernow, vice-chef d'État-Major des armées
- Malik Yoba (VF : Frédéric Souterelle) : Jason Atwood, directeur adjoint du FBI (saison 1)
- Virginia Madsen (VF : Martine Irzenski) : Kimble Hookstraten, députée, « survivante désignée » du Parti républicain, présidente de la Chambre des représentants puis Secrétaire à l'Éducation (saison 1)
- Kevin McNally (VF : Hervé Caradec) : le général Harris Cochrane, chef d'État-Major des armées (saison 1)
- Mark Deklin (VF : Loïc Houdré) : le sénateur Jack Bowman (saison 1)
- Rob Morrow (VF : Laurent Maurel) : Abe Leonard, journaliste (saison 1)
- Peter Outerbridge (VF : Lionel Tua) : Charles « Charlie » Langdon, ancien chef de cabinet de la Maison-Blanche

Introduits en saison 2
- Jenny Raven (VF : Pascale Mompez) : Sasha Dixon (saison 2)
- Bonnie Bedelia (VF : Anne Plumet) : Eva Booker, mère d'Alex Kirkman et belle-mère du président (saison 2)
- Breckin Meyer (VF : Christophe Desmottes) : Trey Kirkman, frère du président (saison 2)
- Michael J. Fox (VF : Luq Hamet) : Ethan West, avocat (saison 2)
- Kim Raver (VF : Juliette Degenne) : Andrea Frost, la directrice d'Apache Aerospace (saison 2)

Introduits en saison 3
- Jamie Clayton : Sasha Booker, belle-sœur du président (saison 3)
- Anthony Edwards (VF : William Coryn) : Mars Harper, le nouveau chef de cabinet de la Maison-Blanche (saison 3)
- Elena Tovar : Isabel Pardo, la directrice des Innovations Sociales (saison 3)
- Benjamin Watson : Dontae Evans, un agent du bureau de la stratégie numérique (saison 3)
- Chukwudi Iwuji : Dr Eli Mays (saison 3)
- Wendy Lyon : Carrie Rhodes, la mère d'Emily Rhodes (saison 3)
- Jennifer Wigmore : Dianne Lewis, directeur adjoint de la CIA (saison 3)

- Version française
  - Société de doublage : Deluxe Media Paris[11],[12]
  - Direction artistique : Laurent Dattas[12]
  - Adaptation des dialogues : Franco Quaglia, Philippe Lebeau, Sébastien Michel et Igor Conroux[12]

 Source et légende : version française (VF) sur RS Doublageet Doublage Série Database

## Production

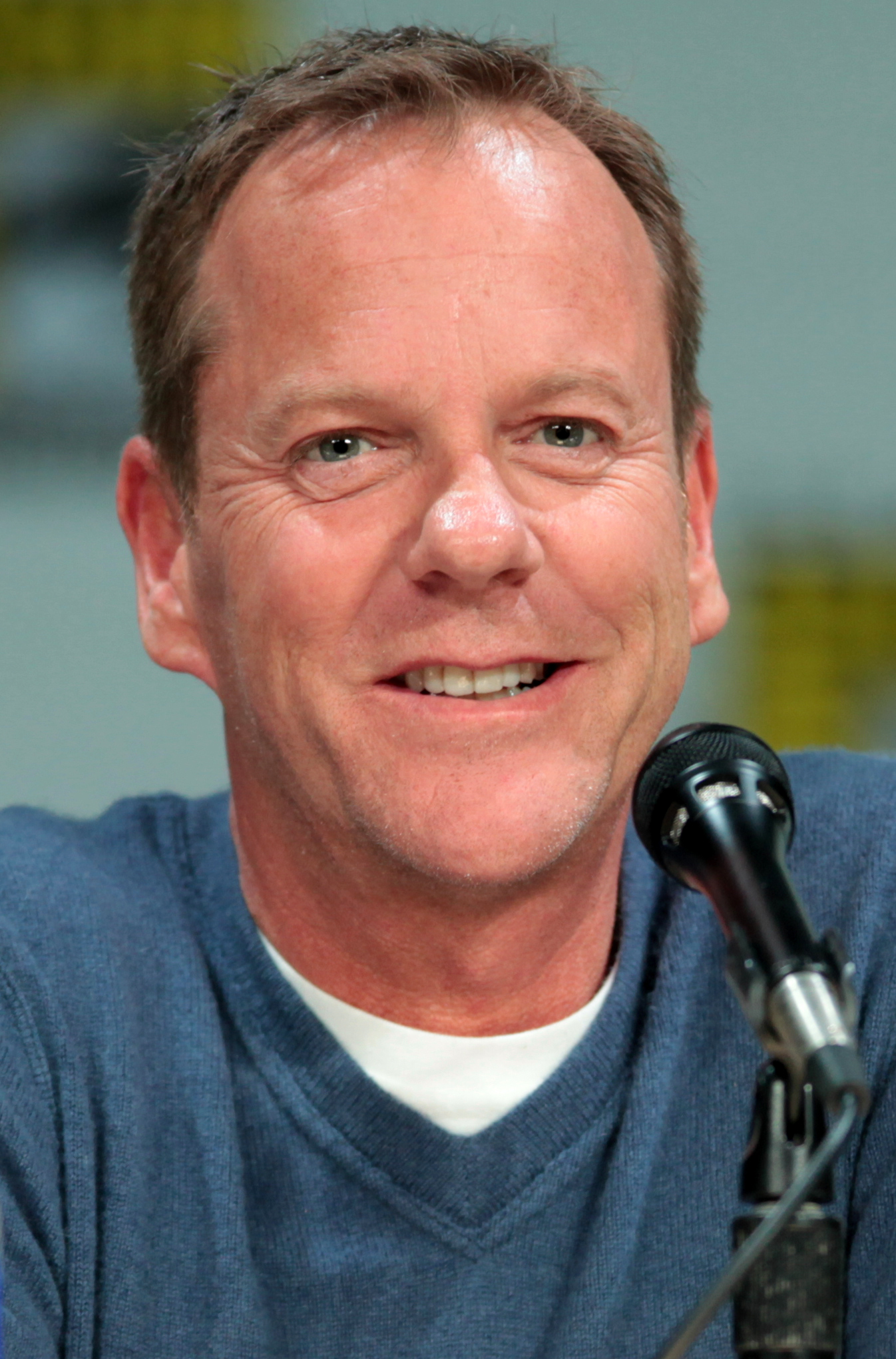
Kiefer Sutherland en 2014, tête d'affiche de la série commandée par ABC l'année suivante.

### Développement
Le 14 décembre 2015, ABC commande directement la série sans passer par la case pilote avec Kiefer Sutherland en tête d'affiche, notamment connu pour son rôle de Jack Bauer dans la série 24 heures chrono, pour une diffusion lors de la saison 2016 / 2017.
Le 17 mai 2016, lors des Upfronts 2016, ABC annonce la diffusion de la série pour l'automne 2016.
Le 28 juin 2016, ABC annonce la date de lancement de la série au 21 septembre 2016.
Le 29 septembre 2016, ABC commande neuf épisodes supplémentaires aux 13 déjà prévus, soit une saison complète de 22 épisodes,. La commande est finalement passée à huit épisodes portant la saison à 21 épisodes.
Le 11 mai 2017, la série est renouvelée pour une deuxième saison.
Le 11 mai 2018, ABC prend la décision d'annuler la série. Toutefois, quelques jours après cette décision, Netflix, qui dispose des droits de la série à l'international (hors des États-Unis, du Canada et du Québec), annonce être en pourparlers avec la production eOne pour reprendre la série.
Le 5 septembre 2018, Netflix annonce récupérer la série - qui devient officiellement une série originale globale du service - et son renouvellement pour une troisième saison de dix épisodes sortis en 2019.
Le 24 juillet 2019, Netflix annonce l'arrêt de la série,.

### Attribution des rôles
L'attribution des rôles a commencé en décembre 2015 avec l'arrivée de Kiefer Sutherland dans le rôle de Tom Kirkman, le président des États-Unis.
Début février 2016, plusieurs acteurs rejoignent la distribution principale, avec les arrivés de Kal Penn dans le rôle de Seth, la plume de Tom Kirkman, Maggie Q qui sera Hannah, une agent du FBI, Natascha McElhone obtient le rôle d'Alex (Jessica à l'origine), avocate et épouse de Tom Kirkman et Italia Ricci dans le rôle d'Emily, la responsable du personnel du président des États-Unis.
Quelques jours plus tard, Adan Canto rejoint la série dans le rôle de Aaron, chef adjoint du cabinet présidentiel.
Le 1er mars 2016, LaMonica Garrett obtient le rôle de Ritter, un officier du Secret Service chargé de la protection du président Kirkman ainsi que de sa famille. Le lendemain, Tanner Buchanan, est annoncé dans le rôle régulier de Leo Kirkman, le fils du président Kirkman tandis que Mckenna Grace sera récurrente dans le rôle de Penny, la fille de Tom Kirkman.
Le 26 juillet 2016, Virginia Madsen est annoncée dans le rôle récurrent de Kimble Hookstraten.
Le 5 août 2016, Ashley Zukerman rejoint la série dans le rôle récurrent de Peter MacLeish, un membre du congrès.
Le 13 septembre 2016, Mykelti Williamson obtient le rôle récurrent de l'amiral Chernow.
Parmi les invités et rôles récurrents annoncés pour la troisième saison : Anthony Edwards et Julie White, Elena Tovar (en), Lauren Holly et Benjamin Watson.

## Épisodes
Les titres en français sont ceux fournis par Netflix sur le site officiel de la série.

### Première saison (2016-2017)
1. Pilote (Pilot)
2. Le Premier Jour (The First Day)
3. La Confession (The Confession)
4. L'Ennemi (The Enemy)
5. La Mission (The Mission)
6. L'Interrogatoire (The Interrogation)
7. Le Traître (The Traitor)
8. Les Résultats (The Results)
9. Le Plan (The Blueprint)
10. Le Serment (The Oath)
11. Les Guerriers (Warriors)
12. La Fin du début (The End of the Beginning)
13. Le Contre-feu (Backfire)
14. Le Commandant en chef (Commander-in-Chief)
15. Les Cent Premiers Jours (One Hundred Days)
16. Le Parti d'abord (Party Lines)
17. Le Neuvième Juge (The Ninth Seat)
18. Lazare (Lazarus)
19. La Mésalliance (Misalliance)
20. Le Scandale (Bombshell)
21. Impact imminent (Brace for Impact)

### Deuxième saison (2017-2018)
Elle a été diffusée à partir du 27 septembre 2017 sur ABC.
1. L'Anniversaire (One Year In)
2. In Cauda Venenum (Sting of the Tail)
3. Épidémie (Outbreak)
4. Un exercice d'équilibre (Equilibrium)
5. Des idiots (Suckers)
6. La Collision (Two Ships)
7. Les Liens du sang (Family Ties)
8. Chez soi (Home)
9. La Journée des trois lettres (Three-Letter Day)
10. La Ligne de feu (Line of Fire)
11. Le Deuil (Grief)
12. L'Ultime frontière (The Final Frontier)
13. Le Péché originel (Original Sin)
14. Dans les Ténèbres (In the Dark)
15. Réunion au sommet (Summit)
16. Les Retombées (Fallout)
17. Le Prix de la guerre (Overkill)
18. Un raz de marée (Kirkman Agonistes)
19. Une question d'aptitude (Capacity)
20. Une cruelle réception (Bad Reception)
21. La Cible (Target)
22. À bout de course (Run)

### Troisième saison (2019)
Elle est sortie le 7 juin 2019 sur Netflix.
1. #Systèmeenpanne (#thesystemisbroken)
2. #Penteglissante (#slipperyslope)
3. #Vieprivée (#privacyplease)
4. #Faireavancerl'histoire (#makehistory)
5. #Riendepersonnel (#nothingpersonal)
6. #Urgence (#whocares)
7. #Crisedidentité (#identity/crisis)
8. #Peurbleue (#scaredsh*tless)
9. #Tousindécis (#undecided)
10. #Lavéritéoulavictoire (#truthorconsequences)

## Univers de la série

### Personnages

#### Principaux
Thomas « Tom » Kirkman
Tom Kirkman est secrétaire au Logement et au Développement urbain. Pour le discours sur l'état de l'Union du président Richmond, il est le « survivant désigné » : mis en sécurité dans un lieu secret, il serait appelé à exercer le pouvoir si l'ensemble de la ligne de succession présidentielle venait à disparaître. Le terrible attentat qui frappe le Capitole des États-Unis l'amène donc à prêter serment comme président des États-Unis. Cet ancien universitaire jamais élu et destiné à quitter le cabinet va alors devoir prouver sa valeur face au pire attentat depuis celui du 11 septembre.
Alex Kirkman
Avocate, elle est l'épouse de Tom Kirkman. Le couple a deux enfants. Après que son mari a prêté serment, elle devient première dame des États-Unis. Cependant, elle continue parallèlement son activité d'avocate.
Aaron Shore
Il était l'adjoint au chef de cabinet de la Maison-Blanche de l'administration Richmond. À la suite de l'attentat, il exerce l'intérim de son ancien supérieur avant d'être promu comme chef de cabinet par le président Kirkman. Il est ensuite nommé conseiller à la sécurité nationale.
Emily Rhodes
Initialement chef de cabinet du département du Logement, elle est nommée conseillère spéciale du président Kirkman. Puis, elle devient chef de cabinet après la démission d'Aaron Shore.
Mike Ritter
Il est agent du Secret Service et garde du corps du président Kirkman.
Seth Wright
Il appartient à l'équipe des rédacteurs de la présidence. À la suite de l'investiture de Kirkman, il devient sa plume puis son porte-parole.
Lyor Boone
Il intègre l'équipe du cabinet dans la saison 2 et devient le conseiller politique du président Kirkman.
Kendra Daynes
Elle intègre l'équipe du cabinet dans la saison 2 et devient la conseillère juridique de la Maison-Blanche.
Hannah Wells
Agent du FBI, elle participe à l'enquête sur l'attentat du Capitole. Elle émet plusieurs doutes sur les responsables supposés de l'attaque. Son amant, membre de la Chambre des représentants, y a succombé.
Leo Kirkman
Il est le fils de Tom et Alex Kirkman.